# James Grady
James Grady (Shelby, 30 aprile 1949) è uno scrittore statunitense.

## Biografia
Si è laureato presso la scuola di giornalismo all'Università del Montana nel 1974 . Fin da piccolo è stato affascinato dalle novelle che la madre, impiegata presso la biblioteca della Contea, gli raccontava. Prima di raggiungere il successo, avvenuto all'età di venticinque anni con il bestseller I sei giorni del Condor, Grady ha svolto lavori più umili: da operaio a contadino.
Nel 1971 trova lavoro presso il Senato degli Stati Uniti d'America trasferendosi a Washington.
È stato giornalista di cronaca giudiziaria e sceneggiatore: ha adattato per il cinema e la televisione alcuni suoi romanzi di maggior successo. Ha sceneggiato, nel 1975, il film I tre giorni del Condor per la regia di Sydney Pollack e interpretato da Robert Redford e Faye Dunaway.
Si è sposato con Bonnie Coldstein, un'ex agente privato, ed ha avuto due figli.
Ha ricevuto in Francia il premio Grand Prix du Roman Noir nel 2001 ed in Italia il Premio Raymond Chandler nel 2003. Ultimamente ha ricevuto un ulteriore premio dagli studenti dell'Università del Montana. Ha lasciato definitivamente il lavoro presso il Senato e si è dedicato esclusivamente alla sua attività di scrittore raccontando, con maestria nei suoi romanzi, della politica illecita, della criminalità, dei traffici di droga e della vita carceraria. Ultimo suo romanzo è Mad Dogs.
Attualmente vive con la famiglia a Washington.

## Opere scelte
- Six Days of the Condor, trad. I sei giorni del Condor, Rizzoli, 1975
- Shadow of the Condor, trad. L'ombra del Condor, Rizzoli, 1976
- Catch the Wind
- Razor Game, trad. Colpo di rasoio, Rizzoli, 1988
- Just a Shot Away
- Steeltown
- Runner in the Street, trad. Gli artigli dell'aquila, Rizzoli, 1986
- Hard Bargains, trad. La notte dell'avvoltoio, Rizzoli, 1987
- River of Darkness
- Thunder
- City of Shadows
- Mad Dogs, trad. Sonzogno, 2007
- The Great Pebble Affair, trad. Il grande affare del sassolino, Rizzoli, 1978
- White Flame, trad. Calore bianco, Tropea, 1997
- What's Going (in In The Dark Side – Il lato oscuro, AA.VV.)
- Last Days of the Condor, trad. Il ritorno del Condor, Rizzoli, 2015